# パル・レコーディング・スタジオ
パル・レコーディング・スタジオ (英語:Pal Recording Studio)は、1950年代後半から1960年代半ばまでアメリカ合衆国カリフォルニア州クカモンガ（現ランチョ・クカモンガ）に存在した録音スタジオである。軍事技術者だったポール・バフが設立し、1964年に所有者になったロック・ミュージシャンのフランク・ザッパがスタジオZ (英語:Studio Z)と改名して活動の拠点にした。

## 歴史

### ポール・バフによる設立
ポール・バフ（Paul C. Buff、1935年-2015年）はクカモンガの出身で、高校を卒業後、アメリカ海兵隊で一年間、航空電子機器（aviation electronics）について学んだ。その後クカモンガに戻って、ジェネラル・ダイナミクスに職を得て、誘導ミサイルの部品の技術者として働いた。9か月後、21歳の彼はジェネラル・ダイナミクスを辞め、1000ドルを借りてクカモンガにパル・レコーディング・スタジオ（以下、パル・スタジオとする）を設立した。パル（Pal）は、彼の両親が経営していたPal-O-Mineという音楽出版社の名前に由来した。
バフは1/2インチ幅テープの職業用テープレコーダーを改良してオーバーダビングを可能にして、5トラックのレコーダーを作り上げた。当時は録音した音源をレコード会社に聴かせる為にはオープン・リール方式のレコーダーを使わなければならなかったが、バフは自分が録音したレコードをレコード会社に売り込む時に会社が即座に試聴できるように、ディスクカッティング旋盤（Rec-O-Cut lathe）を購入して、マスター・レコードを簡便に作る機材を揃えた。そして、サーフ・ミュージックやドゥーワップのシンガーやグループとマスター・レコードやマスター・テープを制作して、ハリウッドにあったキャピトル・レコード、デルフィー・レコード（Del-Fi Records）、ドット・レコード（Dot Records）、オリジナル・サウンド（Original Sound）などのレコード会社に売り込んだ。また、自分もエミ―・レコード（Emmy Records）というレコード会社を設立して、レコードを発売した。
1962年にはザ・シャンテイズ (The Chantays) の「パイプライン」のオリジナル・デモを録音。また同年冬、学生時代の同級生に連れられたザ・サーファリス（The Surfaris）というサーフ・ミュージック・グループを迎え、彼等が持参した'Wipe Out'という曲の録音を行なった。このインストゥルメンタルは、翌1963年1月にDFS、2月にプリンセス（Princess）という小さなレコード会社からシングル・レコードとして発売されたあと、4月にドット・レコードから発売されて6月にチャートの2位を記録するヒット曲になり、様々なサーフ・ミュージック・グループがパル・スタジオで録音するきっかけを作った。
彼はスタジオを他人に貸してレコーディングさせることに飽き足らず、自分のレコードを作りたくなって、ギター、ベース、ドラムス、キーボード、サクソフォーンの演奏も学んだ。

### フランク・ザッパの活動
フランク・ザッパ（Frank Zappa、1940年-1993年）は12歳でドラムスを叩き始め、高校生の時にはドラマーとしてR＆Bバンドで演奏した。さらに17歳の時にギターを弾き始め、アンテロープ・バレー・ハイ・スクールの同級生のドン・グレン・ヴリートとドゥーワップ・グループやR&Bミュージシャンのレコード鑑賞を通じて親交を深め、彼がギター、ヴリートがボーカルを担当してレコーディングをするようになった。1958年6月にアンテロープ・バレー・ハイ・スクールを卒業後、ジュニア・カレッジを中退して、1959年にハリウッド近郊に移って音楽活動を続けた。そして19歳にして西部劇映画"Run Home Slow"（1965年公開）の映画音楽を担当した。
ザッパはオンタリオに住んでいた1960年に、ロニー・ウィリアムスというギタリストと知り合った。ウィリアムスが在籍していたザ・マスターズ（The Masters）というバンドは、バフのプロデュースによってデビュー・シングル'T-Bone'をパル・スタジオで録音して、同年10月にエミ―・レコードから発表していた。ザッパはウィリアムスからパル・スタジオの事を教えられてバフに会った。
1961年、ザ・マスターズはパル・スタジオでシングル'Sixteen Tons'を録音して6月にエミ―・レコードから発表した。このシングルのB面に収録された'Breaktime'はバフ、ウィリアムス、ザッパが共作したインストゥルメンタルで、バフがピアノ、ウィリアムスがドラムスとベース・ギター、ザッパがギターを演奏した。この曲はザッパがロック音楽の作曲者として名を連ねた初めての楽曲だった。
ザッパは1961年6月から11月まで映画The World's Greatest Sinnerの音楽を書いてパル・スタジオで主題曲を録音し、引き続いてバフの下で働いてレコーディング技術を学んだ。1962年には、ポモナで出会ったボーカリストのレイ・コリンズを誘って、共同でレコーディングを行なった。彼等は1963年にNed and Neldaの名義でシングル'Hey Nelda'、Baby Ray and The Fernsの名義でシングル'How's Your Bird'を発表した。また彼等は'Memories of El Monte'という楽曲を共作。ザッパはこの曲を当時西海岸で人気があったディスク・ジョッキーのアート・ラボー（Art Laboe）に聴かせると、ラボーはこの曲を気に入って、ドゥーワップ・グループのザ・ペンギンズ（The Penguins）が録音することを提案した。ザ・ペンギンズはザッパをプロデューサーに迎えて、パル・スタジオでこの曲を録音して、1963年にシングルとして発表した。
ザッパがアンテロープ・バレー・ハイ・スクールの同級生のヴリートと結成したザ・スーツ（The Soots）というバンドの録音は、1996年にザッパが発表した『ロスト・エピソード』に収録された。
やがてバフはラボーのオリジナル・サウンドと契約を結んで、ハリウッドのスタジオで作業する時間が増え、パル・スタジオはザッパが引き継いだ形になっていった。彼は最初の結婚生活が破綻した後にはスタジオに引っ越して、そこで生活しながらレコーディング作業に没頭した。

### スタジオZへの移行とザッパの逮捕
1964年7月、ザッパは"Run Home Slow"の音楽を担当した報酬の2000ドルをようやく受け取った。彼は、その大半を資金源にパル・スタジオをバフから買いとってスタジオZと改名して、1964年8月1日に再出発させた。
スタジオZでの最初のプロジェクトの一つに、"I Was a Teen-age Malt Shop"があった。このオペラは1962年にコリンズと発表したシングル'Hey Nelda'の名義に因んだNedとNeldaという父娘を題材にした初のロックン・ロール・オペラを企図した作品だった。スタジオZでヴリートらと録音した主題歌は、ザッパの『ミステリー・ディスク』（1998年）に収録された。
さらにザッパは使い古された映画のセットをスタジオに持ち込んで、"Captain Beefheart vs. The Grunt People"と題するSF映画の制作に取りかかった。彼が脚本を書き、ヴリートがマジックを駆使する主人公であるキャプテン・ビーフハートを演じる計画だった。この映画の制作は地元の新聞にも取り上げられ、ハリウッドの美人女優達が撮影の為にクカモンガにやってくることを期待する調子の記事が掲載されて、7500人程度の地元住民の一部に不安を抱かせた。表通りの向こう側の教会が、スタジオZには怪しげな人々が出入りしていると警察に報告し、警察はザッパが公序良俗に反する映画を撮影しているのでは疑い始めた。
1965年3月、ザッパは客を装った刑事がよこした「パーティ―で流したいから、行為を録音したテープを作ってくれ」という注文に応じてしまい、ベッドがきしむ音と声だけで行為を擬した30分程度のテープをガールフレンドと制作した。そして3月26日に代金の支払いと引き換えに注文品を手渡そうとしたところ、踏み込んできた警官に連行されてしまった。彼は軽犯罪で有罪の判決を受け、「懲役6か月、10日間の執行の後に猶予、3年間の保護観察処分」の刑に服することになり、サンバーナーディーノ郡の刑務所に10日間入所した。保護観察の期間に入って彼がスタジオZに戻ると、そこは警察の捜査によってすっかり荒らされ、機材や80時間分にも及ぶテープなどが押収されていた。

### スタジオZの終焉
出所して数日後、失意のザッパに旧知のコリンズから電話があった。当時コリンズはザ・ソウル・ジャイアンツ（The Soul Giants）というバンドのボーカリストとしてポモナで活動しており、脱退したギタリストの後任にザッパを迎えたいと思って、約一年ぶりに連絡してきた。
ザッパはスタジオZでの録音をはじめとする活動ができなくなったので、コリンズの勧誘に応じてザ・ソウル・ジャイアンツに加入した。一方、彼はスタジオZの家賃を滞納してしまったので、地主は南京錠をかけて彼を締め出した。彼は鎖を切ってスタジオに入り込んで、ザ・ソウル・ジャイアンツのリハーサルを数回行ない、自分の持ち物をできるだけ運び出した。
ザ・ソウル・ジャイアンツはやがて活動の拠点をハリウッドに移し、ザッパのクカモンガでの活動は終わりを告げた。主なきスタジオZは空のまま一年以上放置され、1966年、道路の拡張工事の為に取り壊された。

## レコーディング
パル・スタジオとスタジオZで録音されたレコードの一部を示す。
- Baby Ray & The Ferns[30] - How's Your Bird? / The World's Greatest Sinner (Donna, 1387)[31][32]
- Paul Buff[2] - Slow Bird / Blind Man's Buff (Donna, 1376)[33][32]
- Bob Guy[34] - Dear Jeepers / Letters From Jeepers (Donna, 1380)[35][36]
- The Hollywood Persuaders[37] - Tijuana Surf / Grunion Run (Original Sound, OS-39)[38]
- The Masters[39] - T-Bone / Sunday Blues (Emmy Record, E 1006)[40]
- Mr. Clean[41] - Mr. Clean / Jessie Lee (Original Sound, OS-40)[42][43]
- Ned and Nelda[44] - Hey Nelda / Surf Along (Vigah, V-002)[45]
- The Pauls[2] - Cathy My Angel / 'Til September (Donna, 1379)[46]
- The Penguins featuring Cleave Duncan[47] - Memories Of El Monte / Be Mine (Original Sound, OS-27)[48][22]
- The Rotations[49] - Heavies / The Crunchers (Original Sound, OS-41)[50][43]
- The Surfaris[51] - Surfer Joe / Wipe-Out (DFS, DFS-11)[52]

## 編集アルバム
パル・スタジオとスタジオZで録音された楽曲の一部を収録した編集アルバムを示す。
- 『ロスト・エピソード』（1996年）
- 『ミステリー・ディスク』（1998年）
- 『クカモンガ』（1998年）[注釈 18]
- Paul Buff Presents Highlights From The Pal And Original Sound Studio Archives: Early Recordings By: Frank Zappa * Paul Buff * Ray Collins * Dave Aerni + Many More!（2012年）[53]